# Zaskale (Szaflary)
Zaskale ist ein Dorf der Gemeinde Szaflary im Powiat Nowotarski der Woiwodschaft Kleinpolen in Polen in der Region Podhale. Das Dorf liegt in der Talsenke Kotlina Nowotarska ca. 18 km nördlich von Zakopane und 2 km südlich von Nowy Targ.

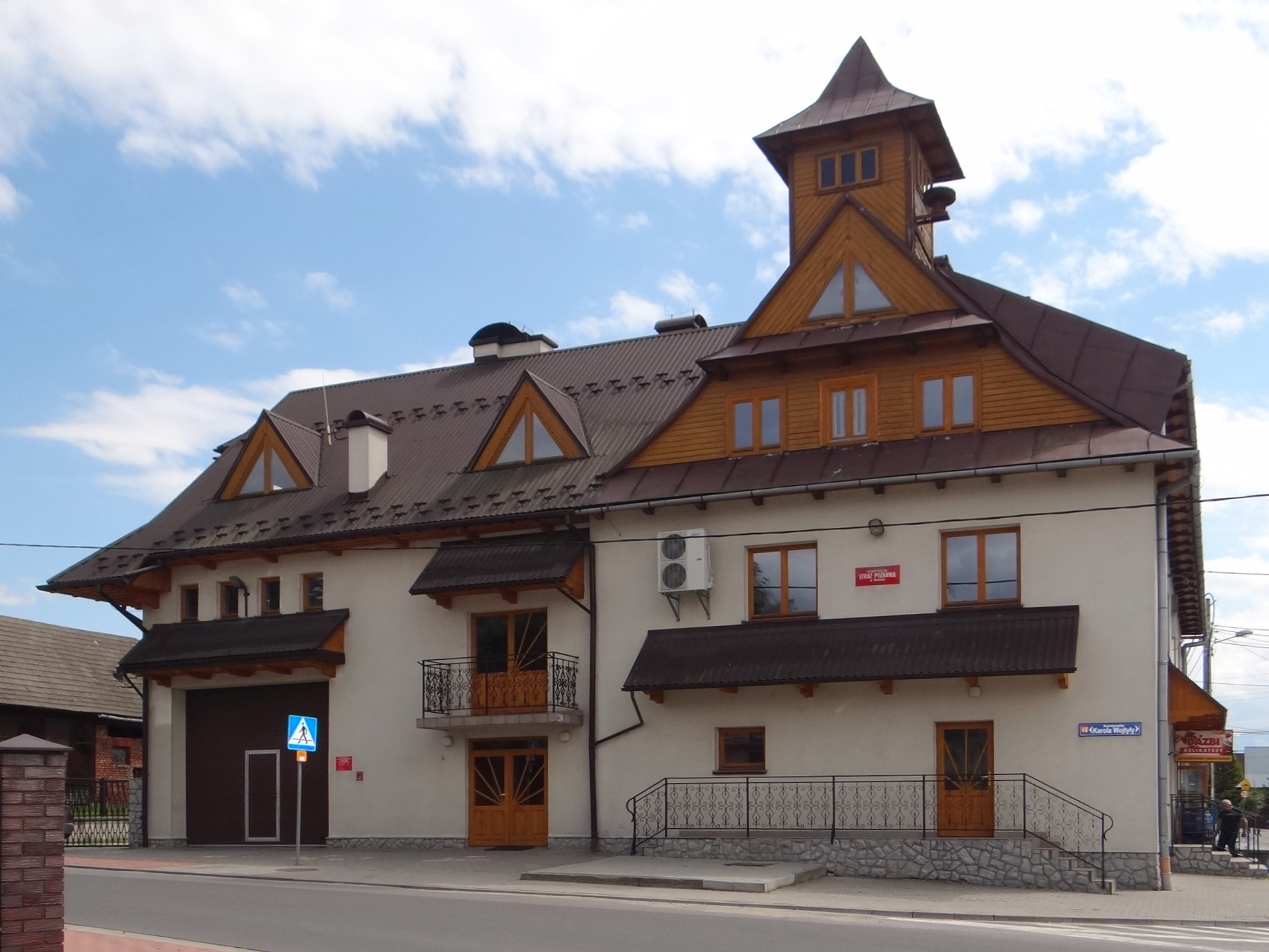
Feuerwehr in Zaskale

## Tourismus
Es geht in Zaskale ruhiger zu als in den benachbarten Skiorten Zakopane oder Bukowina Tatrzańska. Die touristische Infrastruktur wird ausgebaut.  Im Ort befindet sich eine moderne Kirche, die dem Heiligen Adalbert gewidmet ist. Im Ort findet zu Fasching das Folklorefestival Zaskalańskie Jodełko statt.